# K.O.
Pour les articles homonymes, voir KO.
Pour plus de détails, voir Fiche technique et Distribution.
K.O. est un thriller dramatique français coécrit et réalisé par Fabrice Gobert, sorti en 2017.

## Synopsis
Antoine Lecomte est directeur des programmes d'une chaîne de télévision. Trompant sa femme et sa maîtresse, il est impitoyable et méprisant. Un jour, un animateur de la chaîne pour qui il n'affiche que du mépris lui tire dessus. Lorsqu'il se réveille de son coma, toute sa vie a changé. Son entourage lui affirme qu'il a été victime d'une crise cardiaque, il est désormais présentateur météo de la chaîne, apprécié de tous et son couple n'existe plus. Il se retrouve désormais livré à lui-même.

## Fiche technique
- Titre original : K.O.[1]
- Réalisation : Fabrice Gobert
- Scénario : Valentine Arnaud et Fabrice Gobert
- Producteurs : Xavier Rigault, Marc-Antoine Robert et Philippe Logie
- Producteurs exécutifs : Giles Daoust et Catherine Dumonceaux
- Budget : 6 millions d'euros
- Direction artistique : Fred Lapierre et Frédérique Lapierre
- Directeur de la photographie : Patrick Blossier
- Photographe de plateau : Laurent Guérin
- Son : Martin Boissau
- Montage : Bertrand Nail
- Costumes : Bethsabée Dreyfus
- Musique : Jean-Benoît Dunckel
- Sociétés de production : 2.4.7 Films, Wild Bunch, France 2 Cinéma, Voo, BeTV et Title Media
- SOFICA : Indéfilms 5, LBPI 10, Palatine Etoile 14
- Société de distribution : Wild Bunch Distribution
- Pays de production :  France
- Langue originale : français
- Format : couleur - 2.35 : 1 - Digital (Digital Cinema Package)
- Genre : thriller dramatique
- Durée : 115 minutes
- Date de sortie :
  - France : 21 juin 2017

## Distribution
- Laurent Lafitte : Antoine Lecomte
- Chiara Mastroianni : Solange Roscoeg
- Pio Marmaï : Boris
- Clotilde Hesme : Ingrid
- Zita Hanrot : Dina
- Jean-Charles Clichet : Jeff
- Sylvain Dieuaide : Edgar Limo
- Jean-François Sivadier : Benezer

## Tournage
Le film a été tourné du 5 septembre 2016 à courant octobre 2016 à Paris et en région parisienne, en particulier à Ivry-sur-Seine.

## Revue de presse
- Guillaume Tion, « En plein K.O après les Revenants. Loft. Une nuit d'octobre, en banlieue parisienne, visite sur le tournage du deuxième long métrage de Fabrice Gobert, champion de l'étrange introspectif », Libération, Paris, SARL Libération, no 11008,‎ 12 octobre 2016, p. 26-27 (ISSN 0335-1793).